# Roberto Catterina
Roberto Catterina (Prevalle, 8 luglio 1956) è un ex calciatore italiano, di ruolo difensore.

## Carriera
Ha totalizzato complessivamente 96 presenze in Serie B con Brescia, Ternana e Reggiana e 177 in Serie C con Reggiana e Venezia.
Ha fatto il suo esordio nella seconda serie a 19 anni con la maglia del Pescara, il 28 settembre 1975 nella gara Pescara-Brescia (0-0).

## Palmarès
- Campionato Primavera: 1

Brescia 1974-75
- Campionato di Serie C1: 1

Reggiana 1980-81